# Pancit
El Pancit palabok és un plat típic de la gastronomia de les Filipines, encara que es pensa que té origen en la gastronomia de la Xina. El plat és molt popular a les Filipines. És molt similar al yakisoba i al yakiudon de la gastronomia del Japó. La paraula pancit deriva de la paraula pian i sit en Min Nan, que significa literalment una cosa que ha estat convenientment cuinada ràpidament.